# Лаудерт
Лаудерт (њем. Laudert) општина је у њемачкој савезној држави Рајна-Палатинат. Једно је од 134 општинска средишта округа Рајн-Хунсрик. Према процјени из 2010. у општини је живјело 429 становника. Посједује регионалну шифру (AGS) 7140080.

## Географски и демографски подаци
Лаудерт се налази у савезној држави Рајна-Палатинат у округу Рајн-Хунсрик. Општина се налази на надморској висини од 465 метара. Површина општине износи 6,2 km². У самом мјесту је, према процјени из 2010. године, живјело 429 становника. Просјечна густина становништва износи 70 становника/km².